# Glehnia littoralis
Glehnia littoralis là một loài thực vật có hoa trong họ Hoa tán. Loài này được F.Schmidt ex Miq. mô tả khoa học đầu tiên năm 1867.

## Hình ảnh

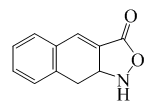
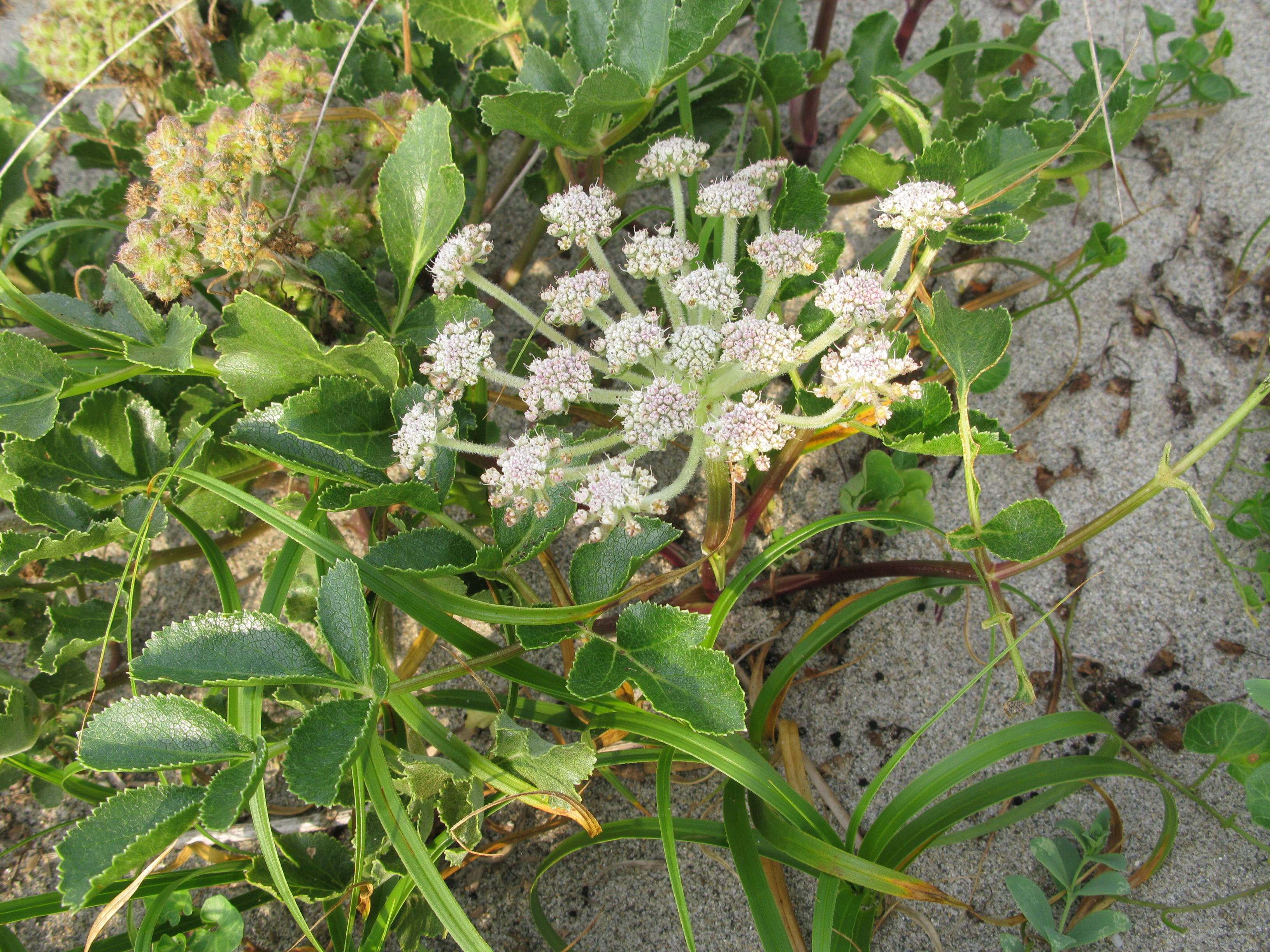
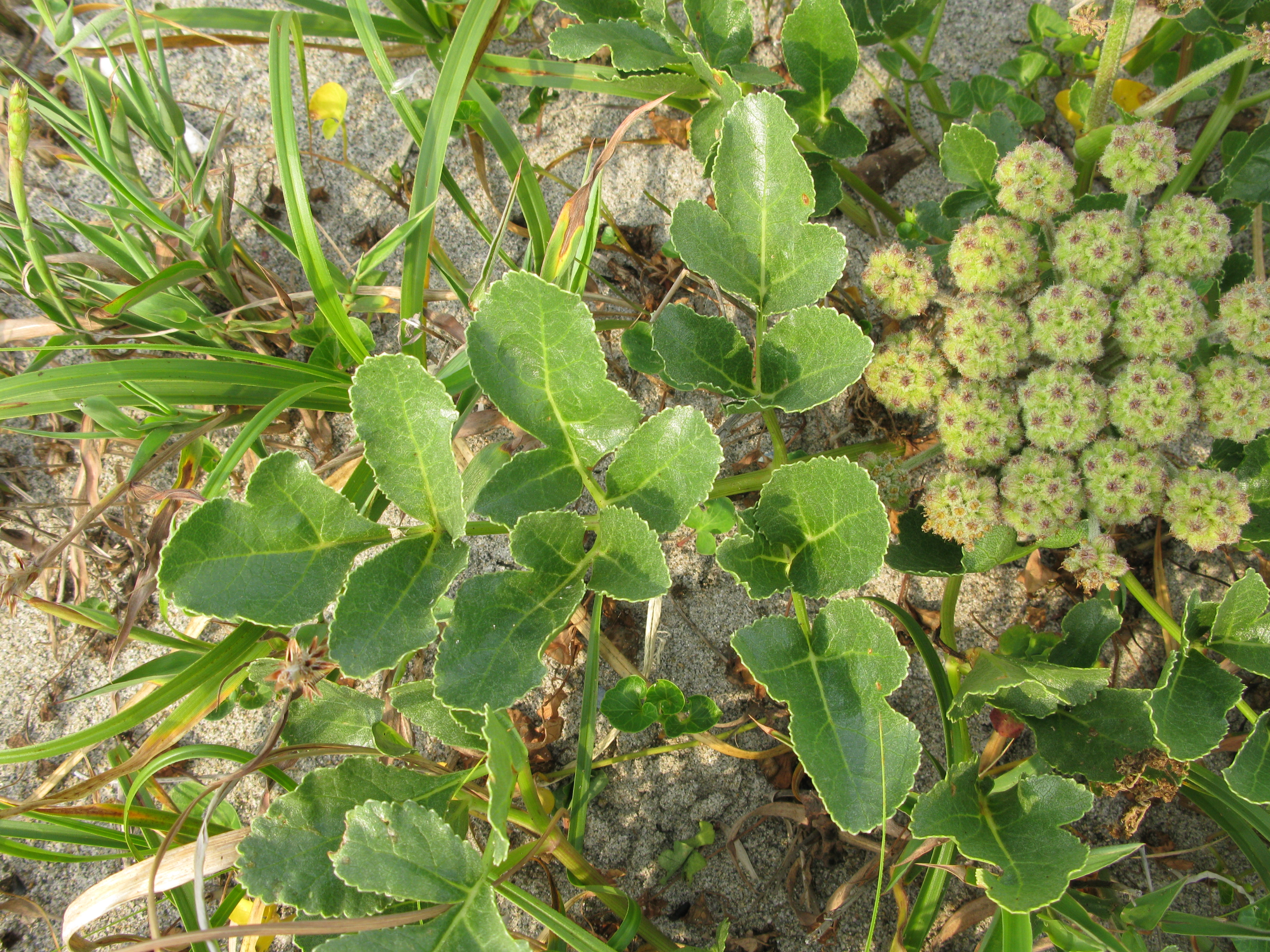
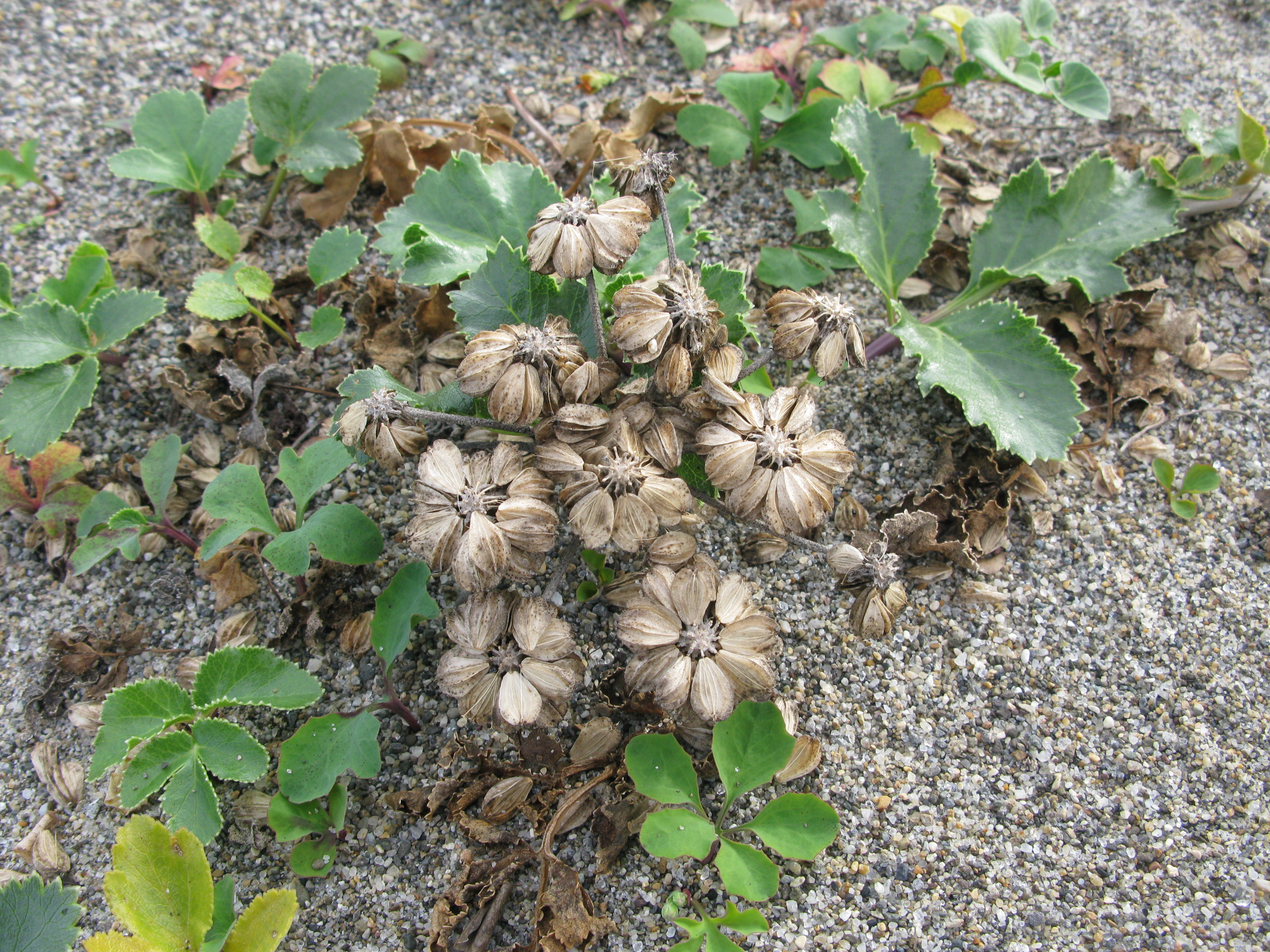